# Ligne d'Aalborg à Frederikshavn
Vous pouvez partager vos connaissances en l’améliorant (comment ?) selon les recommandations des projets correspondants.
La ligne d'Aalborg à Frederikshavn (en danois : Vendsysselbanen) est une ligne de chemin de fer danoise de 80,7 km, qui relie les villes d'Aalborg et de Frederikshavn via Hjørring à travers la région historique de Vendsyssel dans la région de Jutland du Nord. La ligne est à écartement normal et voie unique non électrifiée. Ouverte le 15 août 1871 et exploitée depuis 1871 par le DSB, puis après 2017 par le NJ, elle est la propriété de Banedanmark.

## Histoire
En 2025, La ligne est gérée par la NJ (Nordjyske Jernbaner) et 3 trains passent par ses rails :
- RE69 qui relie Aalborg Lufthavn - Aalborg - Skørping
- RE75 qui relie Skagen - Frederikshavn - Hjørring - Aalborg - (Skørping)
- RE76 qui relie Hirtshals - Hjørring - (Aalborg)

## La ligne

### Stations
Sur cette ligne historique, il y a aujourd'hui 10 stations encore en activité, :
- Frederikshavn
- Kvissel
- Tolne
- Sindal
- Hjørring
- Vrå
- Brønderslev
- Lindholm
- Aalborg Vestby
- Aalborg